# Antonio Macías del Real
Antonio Macías del Real (Madrid, España, 1866 - Buenos Aires, Argentina, 1939) fue un escritor y doctor en Farmacia español que emigró a Guatemala en donde se dedicó a escribir para las más prestigiosas publicaciones culturales de ese país centroamericano.  Entre sus artículos más conocidos están los que escribió para La Ilustración Guatemalteca durante los últimos años del gobierno del general José María Reina Barrios, a quien adulaba frecuentemente.  Al morir el presidente asesinado el 8 de febrero de 1898, Macías del Real escribió los Perfiles biográficos de don Manuel Estrada Cabrera, quien había sido designado como presidente interino, y desde entonces estuvo adulando al gobernante quien en 1902 le otorgó la concesión del Ferrocarril del Pacífico.  De acuerdo al historiador guatemalteco Rafael Arévalo Martínez en su obra ¡Ecce Pericles!, el autor Manuel Valladares Rubio en su artículo Soplos de perversión y de muerte indicó que Macías del Real —farmecéutico graduado de la Universidad Central de Madrid— fue quien obsequió al presidente guatemalteco un potente veneno con el que este eliminaba a sus adversarios políticos durante su largo gobierno de veintidós años.

## Reseña biográfica

### Arribo a Guatemala
1. Vado Ancho, San Marcos
2. Coatepeque
3. Caballo Blanco, Retalhuleu
4. Las Cruces, Retalhuleu

Macías del Real obtuvo su doctorado en Farmacia en la Universidad Central de Madrid el 30 de junio de 1890, con una tesis sobre el estudio químico farmacéutico del Eucaliptus glóbulus, con la que obtuvo la calificación de Sobresaliente; en 1892 y 1893 fue parte de los editores de los Anuario Farmacéutico-Médico de la Oficina de Farmacia Española. Posteriormente se trasladó a Guatemala, en donde se incorporó en la Escuela Facultativa de Medicina y Farmacia el 3 de julio de 1896.

### La Ilustración Guatemalteca
Entre 1896 y 1897 escribió con regularidad en La Ilustración Guatemalteca en donde colaboró con el escritor y orador Rafael Spínola y con el fotógrafo guatemalteco Alberto G. Valdeavellano. Sus aportes fueron principalmente en cuestiones de carácter político y cultural.

### Gobierno de Manuel Estrada Cabrera
Macías del Real fue uno de los colaboradores del presidente Estrada Cabrera en sus primeros años de gobierno, e incluso el historiador Rafael Arévalo Martínez lo acusa de haber sido él quien le proporcionó al presidente un potente veneno con el que este se deshacía de sus rivales más incómodos.  Antonio Valladares, otro crítico del gobierno cabrerista, incluso escribió que Macías del Real pertenecía a un grupo de homosexuales que frecuentaban el Club «Violeta» y que eran amigos cercanos del presidente Estrada Cabrera.
De acuerdo a Arévalo Martínez, al saber de la invasión de Próspero Morales, el presidente Estrada Cabrera convocó a su despacho al mayor general Calixto Mendizábal, y a los general Gregorio Solares y García León el 1 de agosto de 1898;  Solares fue enviado a prisión, mientras que Mendizábal murió esa misma noche tras beber un chocolate que le ofreció el presidente y García León empezó a padecer de una enfermedad que poco a poco lo fue matando.  Aparentemente, la pócima del chocolate y el extracto de la raíz de chiltepe que mató a García León fueron proporcionados por el farmacéutico Macías del Real.

#### Concesión del Ferrocarril del Pacífico
El 18 de abril de 1902, por su excelente relación con el presidente Manuel Estrada Cabrera, recibió la concesión del Ferrocarril Panamericano de Guatemala para construir el tramo entre Las Cruces en Retalhuleu y Vado Ancho en Pajapita, San Marcos; posteriormente vendió la concesión de la vía hasta Coatepeque a la Compañía del Ferrocarril Central, la cual terminó el tramo. El contrato original con Macías del Real había sido firmado por el subsecretario general del Ministerio de Fomento, José Flamenco, y Macías del Real y aprobado por Estrada Cabrera; en el contrato se le autorizó el derecho exclusivo para construir y explotar el ferrocarril de vía estrecha entre Coatepeque y Caballo Blanco, Retalhuleu por veinticuatro años contados a partir en que el ferrocarril se abriera al público. Además, Macías del Real y sus descendientes habrían tenido noventa y nueve años para disfrutar de la explotación del ferrocarril si lo hubiera concluido, al cabo de los cuales la propiedad iba a pasar a manos del Estado; otro derecho era poder utilizar el agua de cualquier manantial para la construcción y obtener gratuitamente una finca de quinientas caballerías de terrenos baldíos cercanos a la línea férrea. Finalmente, se le exoneraba de impuestos a la importación de cualquier material relacionado con la construcción del ferrocarril y las instalaciones del mismo y servicio de correo gratuito. Macías del Real solo tuvo que hacer un depósito de treinta mil pesos e iniciar las obras antes de dieciséis meses para no perder la concesión, y la venta le representaría una ganancia sustancial.
Curiosamente, ese mismo 18 de abril de 1902 a las siete de la noche se produjo el terremoto de San Perfecto que daño el área de Quetzaltenango y que, junto con la erupción del volcán Santa María que ocurrió unos meses más tarde dañaron de tal forma el área en donde se iba a construir el ferrocarril, que el inicio de la construcción se pospuso por dos años.

#### Conflicto con Guillermo Hall
En 1900, Guillermo Hall, nieto de William Hall — primer vicecónsul de Inglaterra en Guatemala—, fue nombrado presidente del Banco Agrícola Hipotecario, y en 1903 tuvo un conflicto por un préstamo no pagado con la firma «Bolaños Hermanos» y por la venta no autorizada de una propiedad del banco por la firma de los Bolaños al gobierno de Guatemala. El asunto fue tan grave, que se saldó con un altercado entre Hall y León Bolaños, uno de los dueños de la firma: como resultado, Hall terminó preso y Bolaños perdió el pulgar izquierdo como consecuencia de un tiro de revólver que le asestó Hall luego de Bolaños lo atacara con un bastón.  Tras unos días en prisión, Hall salió libre bajo fianza y el asunto judicial quedó pendiente; cuando todavía no se había resuelto y Hall ya había dejado de ser el presidente del Banco Agrícola Hipotecario, hubo una reunión con los inspectores de bancos, los españoles Antonio de Arcos y Antonio Macías del Real, el 29 de enero de 1904.
De acuerdo a lo escrito por Hall en un manuscrito que dejó a su familia, y que Rafael Arévalo Martínez refiere en su libro ¡Ecce Pericles!, la reunión tenía por objetivo despedir al gerente, Alejandro Prentice, para colocar a un gerente que pudiera manejar a su antojo el presidente Estrada Cabrera y así poder hacer emisiones ilimitadas de billetes y préstamos favorables al gobierno. De acuerdo a Hall, cuando terminó de leer su informe favorable a la gestión de Prentice, y cuando este fue confirmado en su puesto por la junta directiva, Macías del Real le increpó airadamente su postura indicándole que había ofendido al Supremo Gobierno y que tenía que rendir explicaciones al Ministerio de Fomento por la hostilidad que el Banco Agrícola tenía contra los inspectores bancarios.  Según Hall, el incidente fue exagerado por Macías del Real cuando este se lo relató a Estrada Cabrera, pues a partir de ese momento el presidente empezó a perseguirlo, eventualmente enviándole a encerrar a la Penitenciaría Central por el balazo que le metió a Bolaños.  Tras pagar una fianza de cuarenta mil pesos —de acuerdo a Arévalo Martínez, la más alta jamás impuesta en Guatemala hasta entonces, Hall quedó en libertad el 11 de abril de 1904, pero Bolaños y el diputado Adrián Vidaurre se quejaron de posible cohecho por parte de Hall y de que por ser británico había tenido trato preferencial; tras un largo y difícil proceso judicial, Hall fue enviado nuevamente a la Penitenciaría el 2 de marzo de 1905.
Guillermo Hall fue liberado por su esposa el 11 de enero de 1906; días más tarde, el 16 de enero, Elisa S. de Hall fue liberada de la casa de recogidas a donde había sido remitida, ya que Estrada Cabrera no se atrevió a actuar de otro modo, ya que ella recibía visitas de varios miembros de la élite guatemalteca. Sin embargo, la familia tuvo que salir al exilio.

### Atentados contra Estrada Cabrera
El 29 de abril de 1907 y el 20 de abril de 1908, el presidente Estrada Cabrera sufrió dos atentados en su contra de los cuales salió prácticamente ileso, pero que desataron una represión sin precedentes en Guatemala en contra de los autores y de muchos inocentes considerados desafectos al régimen.. Macías del Real, por su parte, firmó junto al resto de miembros del Partido Liberal sendos manifiestos de adhesión a la persona del presidente Estrada Cabrera.